# Diocese de Jhabua
A Diocese de Jhabua (Latim:Dioecesis Jhabuensis) é uma diocese localizada no município de Jhabua, no estado de Madia Pradexe, pertencente a Arquidiocese de Bhopal na Índia. Foi fundada em 25 de março de 2002 pelo Papa João Paulo II. Com uma população católica de 48.150 habitantes, sendo 0,8% da população total, possui 32 paróquias com dados de 2018.

## História
Em 25 de março de 2002 o Papa João Paulo II cria a Diocese de Jhabua através do território da Diocese de Indore e da Diocese de Udaipur.

## Lista de bispos
A seguir uma lista de bispos desde a criação da diocese em 2002.
|                  | Nome                          | Período          | Notas                    |
| Bispos de Jhabua | Bispos de Jhabua              | Bispos de Jhabua | Bispos de Jhabua         |
| ---------------- | ----------------------------- | ---------------- | ------------------------ |
| 4º               | Peter Rumal Kharadi           | 2023 -           | Atual                    |
| 3º               | Basil Bhuriya, S.V.D.         | 2015 - 2021      | Faleceu no cargo         |
| 2º               | Devprasad John Ganawa, S.V.D. | 2009 - 2012      | Nomeado bispo de Udaipur |
| 1º               | Chacko Thottumarickal, S.V.D. | 2002 - 2008      | Nomeado bispo de Indore  |